# Občina Jesenice
Občina Jesenice je po številu prebivalstva (dobrih 21.000) ena izmed večjih občin v Republiki Sloveniji. Njeno središče so Jesenice, kjer živita okoli 2/3 prebivalcev občine, skupaj z okoliškimi urbanimi naselji, ki tvorijo sklenjeno poselitvno celoto, pa več kot 9/10.
Občina Jesenice se razprostira na skrajnem severozahodu Slovenije. Na severu jo omejuje avstrijska meja za Klekom, Golico in Sedlom Suha, na zahodu pa karavanški predor, ki je obenem tudi najkrajša cestna povezava Gornjesavskega in širšega slovenskega območja z Zahodno Evropo. Obsega večji del Doline ob Savi ter stranske gorske doline med Karavankami in visokimi grebeni Julijskih Alp.
Na začetku ozke doline, kjer se Mežakla s podgorjem najbolj približa Karavankam, so zrasle Jesenice, delavsko, železarsko, hokejsko, obmejno mesto in občinsko središče.
Pestra zgodovina Jesenic je pustila dolgotrajen pečat ne le pri prebivalcih, ki tu živijo in delajo, ampak tudi v kraju, kjer najdemo številne ohranjene kulturne spomenike, prenekatera pročelja jeseniških mestnih poslopij, mnoge razstavljene najdbe in ohranjene zapise.
V novejšem času, ko se Jesenice iz pretežno industrijskega mesta počasi spreminjajo tudi v turistično razvitejše območje, pričenjajo okoliške vasi, planine, gore, reke in potoki, smučišča in gozdne poti privabljati vedno številčnejše obiskovalce.

## Naselja v občini
Blejska Dobrava, Hrušica, Javorniški Rovt, Jesenice, Kočna, Koroška Bela, Lipce, Planina pod Golico, Plavški Rovt, Podkočna, Potoki, Prihodi, Slovenski Javornik

## Teritorialna delitev občine
Občina Jesenice se deli na 7 krajevnih skupnosti:
- Krajevna skupnost Plavž
- Krajevna skupnost Sava
- Krajevna skupnost Podmežakla
- Krajevna skupnost Hrušica
- Krajevna skupnost Planina pod Golico
- Krajevna skupnost Slovenski Javornik-Koroška Bela
- Krajevna skupnost Blejska Dobrava

## Občinski simboli
Glej tudi Grb Občine Jesenice
Grb ima obliko ščita. Na temno modri podlagi je v srebrni barvi upodobljen stilsko oblikovan srednjeveški znak za železo. Na njem je moč prepoznati črki J (Jesenice) in H (hokej).
Zastava občine Jesenice je srebrne barve. Razmerje med širino in višino zastave je ena proti dve. Na zastavi je grb občine Jesenice v širini ene tretjine širine zastave. Grb je od zgornjega roba zastave oddaljen za 0,8 × ⅓ (4/15) širine zastave. Od levega in desnega roba zastave je grb oddaljen ⅓ širine zastave.

## Zgodovina
Nastanek Jesenic je povezan z razvojem fužinarstva ob reki Savi. Razvoj rudnikov, plavžev in fužin v jeseniški okolici se je začel s koncem 14. stoletja.
Razvoj rudnikov, plavžev in fužin v jeseniški okolici se je začel konec 14. stoletja z ortenburškim rudarskim redom. Poleg fužine na Savi, Javorniku, Plavžu in Murovi so bile fužine tudi v Mojstrani, Radovni in Bohinju. Prvotne fužine so bile večinoma v lasti Italijanov.
V drugi polovici 18. stoletja je nekdanje Bucellenijevo imetje kupil Valentin Ruard, ki je začel širiti in obnavljati rudna polja od Fenta do Kočne. Veliko rudnih polj v Karavankah je pripadalo tudi veletrgovcu Michelangelu Zoisu, lastniku fužin v Bohinju, Radovni in na Javorniku. Zois je bil prvi bogataš in najmočnejši fužinar na Kranjskem.
Konec 18. stoletja, so Zoisi zašli v velike finančne težave, predvsem zaradi zastarelih obratov, visokih proizvodnih stroškov ter tuje konkurence. Večji del njihovega premoženja je bil že v tujih rokah. Zato do leta 1869 sporazumno s svojimi upniki ustanovili delniško družbo pod imenom Kranjska industrijska družba (KID). Tri leta kasneje je tudi Ruard zaradi podobnih težav kot Zoisi pristopil kot delničar h KID. Z dnem, ko je Ruard pristopil h KID, se je pričela nova era železarstva v jeseniški dolini. Dve obsežni fužini sta se združili v celoto - največjo industrijo v Vojvodini Kranjski. Jesenice so postajale razvito mesto. Iz fužin je na Savi zrasla moderna železarna, kraj pa je dobival industrijsko podobo in je omogočal razvoj drugim panogam (turizem, obrt, gostinstvo, šolstvo, kultura, šport, itd.).
V začetku 20. stoletja so bile Jesenice v ospredju dogajanja na slovenskem političnem odru. Slovensko-nemška narodnostna napetost je imela na Jesenicah svojevrsten značaj spričo močnega nemškega kapitala v KID. Čeprav do 1897 v jeseniški dolini ni bilo nobene politične organizacije, so se strasti že v prvih letih tega stoletja močno razplamtele. Tega leta je bilo pri Marktu na Stari Savi ustanovljeno Katoliško prosvetno društvo. Prišlo je do klerikalno-liberalnih nasprotij, ki so se najbolj kazala v ločenem delovanju kulturnih, športnih in strokovnih društev.
Danes je občina upravno središče za Zgornjesavsko dolino (upravna enota, uprava za obrambo, davčni urad, okrajno sodišče). Zgrajena je dobra prometna, telekomunikacijska, komunalna in druga infrastruktura. V občini delujejo številna športna (izpostaviti velja Hokejski klub Acroni Jesenice), kulturna, umetniška in druga društva. V občini se nahaja več nakupovalnih središč in industrijskih con, splošna bolnišnica (s porodnišnico), zdravstveni dom, gledališče, kino, knjižnica, več šol (glej razdelek Izobraževanje). Skozi občino vozi 7 mestnih linij (bivši Integral Jesenice, danes del Alpetoura). V zadnjem času se pospešeno obnavlja in spreminja namen zemljišč, kjer so nekoč stali industrijski obrati. Spomin na le-te ohranjajo preostali proizvodni obrati in Gornjesavski muzej.
Občina si je že večkrat prizadevala pridobiti status mestne občine. Vlada Republike Slovenije je nazadnje 2. julija 2009 zavrnila ta predlog in ostalih 9 občin, ker niso izpolnjevale obeh pogojev: najmanj 20.000 prebivalcev in 15.000 delovnih mest. Oktobra 2021 so poslanci poslanske skupine SAB ponovno predlagali uvedbo statusa, saj naj bi občina razen števila zaposlitvenih mest ustrezala vsem merilom mestne občine.

## Izobraževanje
V občini je 1 visoka ter 2 srednji šoli:
- Fakulteta za zdravstvo Angele Boškin (prej Visoka šola za zdravstveno nego Jesenice in Fakulteta za zdravstvo Jesenice), ki jo je 2006 jo je ustanovila občina Jesenice. To je prvi tak program v Sloveniji in je bil akreditiran na Svetu za visoko šolstvo RS v skladu z Zakonom o visokem šolstvu in merili ter direktivami EU na tem področju.[5].
- Srednja šola Jesenice, še vedno dobro znana pod svojim prejšnjim imenom ŽIC (Železarski Izobraževalni Center) je 4-letna poklicna šola, ki ponuja predmete iz področja tehnike in medicine. Ustanovila jo je KID 19. novembra 1938.[6]
- Gimnazija Jesenice je splošna gimnazija ustanovljena leta 1945.[7]

Poleg tega so v občini še štiri osnovne šole:
- Osnovna šola Toneta Čufarja Jesenice
- Osnovna šola Prežihovega Voranca Jesenice
- Osnovna šola Koroška Bela s podružnico na Blejski Dobravi. Do leta 1992 je bila imenovana Osnovna šola Karavanških Kurirjev NOB
- Osnovna šola Poldeta Stražišarja ki je namenjena otrokom s posebnimi potrebami

Področje izobraževanja zajema še druge oblike izobraževanja in vzgoje:
- vrtci in predšolsko izobraževanje
- zavodi za izobraževanje otrok z motnjami v razvoju
- avtošole
- glasbene šole

## Verska sestava prebivalstva
Največja verska skupnost na Jesenicah so katoličani, vendar je zaradi močne imigracije iz držav bivše Jugoslavije zlasti iz Bosne in Hercegovine (potrebe po novi delovni sili v jeklarski industriji) tudi veliko muslimanov. Podobno kot v mnogih drugih vzhodno- in srednjeevropskih državah, se ta nezanemarljiv del prebivalstva po navadi izreče za ateiste.

Na Jesenicah so naslednji verski objekti:
- Župna cerkev sv. Lenarta na Murovi
- Cerkev sv. Barbare, zelo majhna cerkev na Plavžu
- Župna cerkev sv. Ingenuina in Albuina, zgodovinska in bogato okrašena baročna cerkev na Koroški Beli
- Podružna cerkev Marijinega vnebovzetja in Roka na Savi
- Župna cerkev Povišanja sv. Križa na Planini pod Golico
- Jeseniška mošeja, manjša mošeja na Ulici Viktorja Kejžarja v bližini mestne hiše.

## Naravna dediščina
- Hruška planina je še danes delujoča kravja planina, dostopna z Dovjega, Hrušice, Plavškega rovta ali s Planine pod Golico.
- Planina pod Golico je vasica, 5 km oddaljena od Jesenic, naslonjena na prisojno stran Golice (1835 m), ob potoku Jesenice, ki teče v globoki strugi. Vasico so zgradili Rovtarji za potrebe fužinarstva. Tu so še v 14. stoletju gorele železarske peči. V 15. stoletju se je fužinarstvo preselilo v dolino, rudniki pa so služili svojemu namenu še več stoletij. Povsem so zamrli šele v začetku 20. stoletja. Ostanki fužin so vidni še danes (Karlov rov, Tončeva jama, Savske jame, ...). Rudarska cerkev Povišanja sv. Križa na Planini pod Golico je bila postavljena kot spomin na zmago nad Turki in je odličen primer stavbarstva poznega 17. stoletja in pričetka baroka na Slovenskem. Planina pod Golico tudi sicer znana po številnih dobro ohranjenih znamenjih in kapelah. Vas je idilično obdana s poljanami narcis. Med narcisami, ki spomladi pobelijo gorske travnike, so speljane številne sprehajalne poti, pozimi pa se travniki spremenijo v smučišča.
- Soteska potoka Dobršnik je samotna divja grapa, ki se nahaja v bližini Hrušice. Na Dobršniku je mnogo korit, slapov (teh je kar 7, vendar sta dobro dostopna le prva 2) in tolmuni. Prevladujoč temno sivi apnenec poživljajo bele kalcitne žile. To je tudi eno izmed večjih slovenskih najdišč fosilov. Okamneli rovi morskih črvov, školjčne lupine in polžje hišice dokazujejo, da so ti kamniti skladi stari približno 240 milijonov let.
- Španov vrh, ki nudi odličen razgled na Triglav in druge Julijce, je smučišče z 12 hektari prog za izkušene smučarje. Smučarska sezona traja od konca novembra do srede marca ali še dlje. Malo manj znane so turne smuke z bližnjih vrhov po pobočjih Karavank.
- V Zoisovem parku v Karavankah na Pristavi nad Jesenicami v Karavankah se poleg gozdne učne poti ter smaragdno zelenega jezera in botaničnega vrta Karla Zoisa (brat bolj znanega barona Žige Zoisa) in mnogih planinskih poti nahaja še eno najdišče fosilov praprotnic, preslic, mahovnjakov, morskih lilij, ježkov, školjk in polžkov. Pred nekaj desetletji na novo odkrite okamnine nosijo imena slovenicus, jesenicensis in savensis ter pričajo o sistematičnem geološkem raziskovanju v tem delu Karavank. Zoisova vijolica in kranjski grint (obe je odkril prej omenjeni botanik Karel Zois) sta endemit na tem področju Karavank.
- Lehnjakovi in dolomitkski Javorniški slapovi se nahajajo ob cesti na Javorniški rovt. Najlepši so po bujnem deževju.
- Medji dol je dokaj globoka in zaprta dolina, ki nas prek planine Seča pripelje na Belščico in Stol. Pot se pričenja na razpotju s potjo za Pristavo, se nadaljuje ob vodnem zbiralniku in se mimo izvira Javornika povzpne na planino z dobrim razgledom.
- Stamare je bila planšarska planina, ki jo je v enem izmed svojih del opisoal tudi Fran Saleški Finžgar. Pozimi je namenjena turni smuki.
- Slap Šum je bil blejskim letoviščarjem znan že pred sto leti, še pred odkritjem soteske Vintgar, katere del je. Ob poti, ki pelje iz Spodnjih Gorij na Blejsko Dobravo, se je moč spustiti navzdol do reke Radovne, ki se z mogočnim šumenjem vali čez 26 m velike skale.
- Soteska Vintgar je soteska reke Radovne, njene globoke struge, vrezane v skalovje, zelenih tolmunov in mogočnih slapov, ki padajo ponekod več kot 20 m globoko. Radovna je še danes povsem čista reka, bogata z ribami. Primerno je zaščitena in ribolov v njej je prepovedan. Soteska ima v vsakem letnem času drugačno podobo. Že v prejšnjem stoletju so v soteski zgradili v skale zasekano pot za obiskovalce Vintgarja, ki jo redno obnavljajo. Vintgar je ena od turistično najbolj obiskanih znamenitosti na zgornjesavskem območju Gorenjske.
- Mežakla je visoka planota v Julijskih Alpah med rekama Radovno na jugu in Savo Dolinko na severu. Na zahodu sega do stičišča dolin Krma, Kot in Vrata, na vzhodu pa do Blejskega kota in Vintgarja.
  - Naravni most na Mežakli
  - Poljanska Baba
- Vajnež leži v Zahodnih Karavankah. Dviguje se dobrih tisoč metrov nad poznoantično naselbino Ajdno.

## Kulturna dediščina
- Stara Sava: Jedro naselja na Stari Savi so predstavljali fužinski objekti, od katerih so se danes ohranili: Bucelleni - Ruardova graščina, cerkev Marijinega nebovzetja, delavska stanovanjska hiša Kasarna, ostanki plavža in pudlovke, že obnovljen plavški dimnik, mlin ter del betonskih vodnih rak. Kompleks je zaščiten kot tehniški spomenik. Graščino je v prvi polovici 16. stoletja zgradil Italijan Bernardo Bucellini. Leta 1831 je bila povečana in obnovljena v klasicističnem slogu. V stavbi je od leta 1954 Tehniški muzej Železarne Jesenice. Danes je v njej sedež Gornjesavskega Muzeja Jesenice z razstavo o zgodovini železarstva na Gorenjskem. Stara Sava je staro fužinarsko in stanovanjsko naselje, ki je mestu nekoč dajalo utrip, danes pa je zaščiteno kot tehniški spomenik.
- Kosova graščina sodi v sklop štirih fužinskih gradov, ki so jih v 16. in v prvi polovici 17. stoletja zgradili lastniki železarskih obratov na Savi, Plavžu, Murovi in Javorniku.
- Spominski park stoji na nekdanjem pokopališču. V njem je grobišče borcev iz 2. svetovne vojne, ruskih vojnih ujetnikov, ki so gradili karavanški predor. v parku je tudi kapela z imeni padlih med prvo svetovno vojno.
- Savske jame so še danes dokaz, da je bila v teh krajih močno zakoreninjena rudarska tradicija, ki je preživela skoraj osemsto let, saj segajo začetki kopanja rude v leto 1130, vse do leta 1907, ko je rudarstvo popolnoma zamrlo. Znano je, da so bile celo urbarske dajatve v železu. O začetkih rudarstva priča Ortenburški rudarski red iz leta 1381, ki ureja odnose v rudarstvu in plavžarstvu na Planini pod Golico. Kopija tega pomembnega dokumenta je na ogled v Muzeju Jesenice.
- Plavž na Stari Savi je bil sredi 19. stoletja last Viktorja Ruarda in je bil najmogočnejši med jeseniškimi plavži. Visok je bil 12 m, v premeru 2,8 m. Uporabljalo ga je 16 plavžarjev. Dnevno so pridobili iz njega 200 dunajskih stotov grodlja. Tega so vlivali v posebne kalupe, kjer se je strdil. Grodelj iz kalupov so zaradi njegove oblike imenovali "štruce".
- Murova na pobočju Mirce (1025 m) je najstarejši del Jesenic. Zgradbe so razporejene okrog jeseniške cerkve. V Valvasorjevem času je bilo staro mestno jedro le trg, ki so ga po nemško imenovali Marckt Assling. V kompleks stare Murove sodi tudi župna cerkev sv. Lenarta z arhitekturno zanimivim župniščem, ki je zgrajeno po načrtih arhitekta Toneta Bitenca. Žal je le nekaj hiš na Murovi ohranilo staro podobo. Posebej nazorne so Resmanova, Pračkova, Pavlekova in Markeževa hiša.

## Šport in rekreacija
Občina že zaradi svojih geografskih značilnosti ponuja mnogo možnosti za šport in rekreacijo.
Pohodništvo je precej razširjeno v Karavankah, ki so zaradi svoje kopaste oblike, idealne za manj zahtevne gorske podvige. Vrhovi Karavank so izredno lepe razgledne točke s pogledom na Julijske Alpe in daleč v notranjost avstrijske Koroške. Ta oblika rekreacije je razširjena tudi po planoti Mežakli, ki je obenem primerna tudi za gobarje.
Teren je primeren za kolesarje. Obstajajo štiri (neuradne?) kolesarske poti Arhivirano 2016-03-05 na Wayback Machine., v katere so vključena različna območja in kraji v občini Jesenice, namenjene pa so vsem skupinam kolesarjev.
Smučanje in sankanje sta dva izmed zelo priljubljenih športnih aktivnosti različnih generacij. Turna smuka je možna po številnih vrhovih Karavank. V Savskih jamah obstaja naravna sankaška steza, na kateri se vsako leto v mesecu januarju izvede Interkontinentalni pokal v sankanju.
V športnem parku Podmežakla je osrednji športni objekt dvorana z drsališčem namenjenem hokeju. Dvorana vsebuje tudi trim kabinet, fitnes in dvorano za namizni tenis. V športnem parku so tudi 4 stezno avtomatsko kegljišče, zunanja igrišča za košarko, nogomet in tenis.
Poleg Podmežakle je v občini še več športnih objektov:
- Letno kopališče Ukova
- Balinišče Baza

## Tradicionalne prireditve
V občini Jesenice je kar nekaj tradicionalnih prireditev, od katerih sta si dve pridobili tudi mednarodni sloves (Jožefov sejem v marcu in Triglav Trophy v aprilu). Prireditve se odvijajo tekom celega leta, z raznolikimi programi in vsebinami.
Preostale prireditve in občinski prazniki so:
- Interkontinentalni pokal v sankanju v Savskih jamah (tretji vikend v januarju)
- Smuk za trofejo »SVINJSKA GLAVA« (na pustno nedeljo)
- Občinski praznik (20. marec)
- Kresovanje na Golici (30. april)
- Praznik narcis v Planini pod Golico (ob vikendih v mesecu maju)
- Pohod na Stol (29. maj)
- Osrednja prireditev ob dnevu državnosti (24. junij)
- Pohod na Vajnež (25. junij)
- Spominski dan (1. avgust)
- Srečanje na Rožci (druga sobota v septembru)
- Spominski Košnikov pohod na Golico (tretja sobota v septembru)
- Festival poezije Verzionar (oktober)
- Čufarjevi dnevi (november)
- Praznik svete Barbare (4. december)
- Žegnanje konj na Blejski Dobravi (26. december)

## Znane osebe
- Irena Avsenik Nabergoj
- Tone Čufar (1905–1942)
- Thomas Luckmann, sociolog (1927—2016)
- Miha Baloh, igralec (1928)
- Pavle Zidar, pisatelj in pesnik (1932—1992)
- Rudi Šeligo, pisatelj in politik (1935—2004)
- Valentin Cundrič, jezikoslovec, pesnik, pisatelj, esejist in aforist (1938)
- Tone Gale, hokejist (1944)
- Herman Klinar (1896—1987), metalurg, direktor železarn
- Miha Klinar (1922—1983), literat
- Stanko Klinar (1933)
- Tomo Križnar, popotnik in mirovnik (1954)
- Mihael Bregant, literarni zgodovinar (1960—2007)
- Maja Novak, prevajalka (1960)
- Miha Mazzini, pisatelj, scenarist, režiser (1961)
- Helena Blagne, pevka (1963)
- Jure Robič, ultra maratonski kolesar (1965)
- Jakob J. Kenda, prevajalec znan po prevodih Harry Potterja (1973)
- Rok Urbanc, smučarski skakalec (1985)
- Anže Kopitar, hokejist (1987)
- Jernej Kusterle, literarni zgodovinar in teoretik, pesnik ter urednik (1987)
- Anja Klinar, plavalka (1988)
- Maruša Ferk, alpska smučarka (1988)